# Филантропия (фильм)
«Филантропия» (рум. Filantropica) — совместный румыно-французский художественный фильм, чёрная комедия 2002 года режиссёра Нае Каранфила, снятый по его же сценарию на студиях Domino Film, MACT Productions и Media Pro Pictures.
Кинокритиками считается, как знаковый фильм в жанре «Румынской новой волны». В начале фильма есть подзаголовок: «Жил-был город, жители которого делились на богачей и нищих. Между этими двумя мирами были только бродячие собаки. Они составляли средний класс». Премьера фильма состоялась 15 марта 2002 (Румыния) и 5 июня 2002 года (Франция).

## Сюжет
Измученный школьный учитель и начинающий писатель Овидиу Горя, которому около 40 лет, до сих пор живет со своими стариками-родителями. Он опубликовал сборник своих рассказов под названием «Никто не умирает бесплатно», который книжные магазины отвергают, потому что его никто не покупает.
Директор средней школы просит Овидиу разобраться с проблемным учеником Робертом и тот приглашает родителей школьника, но вместо этого мальчик отправляет к нему свою сестру молодую красотку Диану. Овидиу поражён её красотой. Он убеждает фотомодель, 20-летнюю брюнетку Диану, не осознавая, насколько самоубийственно любить девушку с большими запросами, прийти к нему на свидание. Скоро его увлечённость превращается в запой и загулы по барам, в результате которых он почти разоряется.
Однажды ночью Овидиу встречает потрепанного пьяного нищего, который предлагает ему читать стихи в обмен на выпивку. В разговоре Овидиу узнает, что этот парень за месяц зарабатывает на этом в два-три раза больше, чем он учительствуя. На просьбу разъяснений, нищий направляет его в фонд «Филантропия», расположенный в пустынном подвале, который на самом деле является логовом лидера бухарестских нищих Павла Пюйта. Бывший каторжник, румынский “крёстный отец”, тот понял, что попрошайничество никуда не ведёт, «если за рукой, которая просит милостыню, не стоит трогательная история», поэтому он создал организованную сеть попрошаек, у каждого из которых есть выдуманная, вызывающая слезы предыстория, которая приносит миллионы. Пюйт слушает рассказ Овидиу и понимает, что он идеально подходит для его нового «проекта»… Сам Овидиу начинает вести двойную жизнь, не зная, где же он — настоящий?!

## В ролях
- Мирча Дьякону — Овидиу Горя, учитель
- Георге Диникэ — Павел «Пепе» Пюйт, президент фонда «Филантропия»
- Мара Николеску — Мируна, секретарь фонда «Филантропия»
- Виорика Вода — Диана, модель, сестра Роберта
- Кристиан Георге — Роберт Добровицеску
- Флорин Калинеску — продюсер шоу
- Нае Каранфил — певец караоке
- Габриэла Бобес
- Мариус Ризеа — Буческу
- Михаэла Митраке — учительница
- Марьюс Флоря Византе — Булаче Фотика, мальчик с наличными
- Овидиу Никулеску — «Рулада», официант ресторана «Le petit Paris»
- Флорин Замфиреску — поэт на северном вокзале
- Константин Дрэгэнеску — отец Овидиу
- Моника Гиута — мама Овидиу
- Валентин Попеску — бандит №1
- Ливиу Тимуш — бандит №2
- Мариус Капота — мальчик
- Джордж Лунгочи — репортёр
- Анамария Маринка — репортёр

## Награды
Фильм получил высокую оценку критиков, которые особенно высоко оценили чёрный юмор и остроумие сценария. * Международный фестиваль фильмов о любви в Монсе , 
- Премия публики на Парижском кинофестивале ,
- Специальная премия жюри в Висбадене goEast в 2002 г.
- Приз зрительских симпатий на Международном киноуик-энде в Вюрцбурге в 2003 г.

В 2003 году фильм был представлен Румынией на кинопремию «Оскар» в категории Лучший фильм на иностранном языке.